# Eruguera de les Tanimbar
L'eruguera de les Tanimbar (Lalage moesta) és una espècie d'ocell de la família dels campefàgids (Campephagidae). Habita els boscos de les illes Tanimbar.